# (33018) 1997 HT5
1997 HT5 (asteroide 33018) é um asteroide da cintura principal. Possui uma excentricidade de 0.16012820 e uma inclinação de 16.26225º.
Este asteroide foi descoberto no dia 28 de abril de 1997 por LINEAR em Socorro.